# L'Amour aux deux visages (téléfilm)
L'Amour aux deux visages (Citizen Jane) est un téléfilm américain réalisé par Armand Mastroianni et diffusé le 12 septembre 2009 sur Hallmark Channel.

## Fiche technique
- Réalisation : Armand Mastroianni
- Scénario : James Dalessandro (en)
- Photographie : Dane Peterson
- Musique : Rob Mounsey
- Décors : Nelson Anderson
- Costumes : Emily Plummer
- Durée : 89 minutes
- Date de diffusion : 2009

## Distribution
- Ally Sheedy (VF : Laurence Bréheret) : Jane
- Sean Patrick Flanery : Tom
- Meat Loaf : Detective Morris
- Patty McCormack : Gertrude
- Nia Peeples : Evelyn
- Chuck McCann : Juge Thomas
- Eileen Grubba : Margaret
- Denise Grayson : Greta Jorgan
- Alfred Cerullo : le présentateur
- Jimmy Bridges (en) : officier Daniels
- Jon Polito : détective Romer
- Robert Curtis Brown (VF : Michel Voletti) : Vaughn